# Treehouse of Horror VI
«Treehouse of Horror VI» (с англ. — «Маленький домик ужасов на дереве 6») — шестая серия седьмого сезона мультсериала «Симпсоны», премьера которого состоялась 29 октября 1995 года.

## Сюжет

### Вступление
Бежит всадник без головы, достаёт голову клоуна Красти и швыряет её в экран.

### Attack of the 50-Foot Eyesores (сангл.—«Нападение 50-футовых рекламных монстров»)
Гомер хотел купить большой пончик, но, получив отказ, решил украсть этот пончик. Из-за этого оживают рекламные статуи. Они начинают разрушать Спрингфилд. Статуя мальчика с пончиком приходит к Симпсонам за пончиком. Мардж уговаривает Гомера вернуть ему пончик. Но это не останавливает статуи. Но у Лизы есть запасной план — просто не обращать внимания на рекламу. План срабатывает.

### Nightmare on Evergreen Terrace (сангл.—«Кошмар на Вечнозелёной террасе»)
Барту снится сон, где он видит садовника Вилли, который царапает ему живот, но он проснулся с настоящими царапинами на животе, а Лиза говорит, что за ней Вилли бегал с ножницами, и показывает отрезанные пряди волос. На контрольной Эдна Крабаппл разрешает Мартину вздремнуть, и ему снится сон, что он великий волшебник, но тут пришел Вилли и задушил его языком во сне и наяву. Барт и Лиза рассказывают Мардж о смерти Мартина, и она рассказывает им историю об одном родительском собрании, когда Вилли заживо сгорает по вине Гомера, но никто его не спас. Теперь Вилли охотится во сне на всех детей школы. Барт, Лиза и Мегги пытались не заснуть, но им было тяжело. Барт решил уничтожить Вилли, о чём сказал Лизе, на что последняя согласилась. Во сне Барт сумел обмануть Вилли (который выступает в качестве газонокосилки), засыпав песочницу травой и налив в неё много воды, и последний тонет. Но Вилли выбирается из песочницы, превратившись в гигантского паука-волынку, и хватает Барта. Появляется Лиза (она тоже заснула), но Вилли и её хватает. Неожиданно появляется Мэгги, которая убивает паука-Вилли, заткнув ему дыхательную трубку на спине своей же соской. На рассвете неожиданно живой Вилли подъезжает к дому Симпсонов на автобусе и собирается убить вышедших на улицу детей, однако ему приходится убежать, т.к. он забыл ружьё в уезжающем автобусе.

### Homer3(сангл.—«Гомер3»"Гомер в кубе" в переводе Рен Тв )
Гомер узнаёт о том, что к ним едут Сельма и Пэтти и решает спрятаться и находит за книжным шкафом, за которым оказывается портал в трёхмерное измерение. В попытках вытащить Гомера в реальность происходит разрыв пространства, переросший в чёрную дыру, в которую он бесследно улетает.
Портал открывается в реальности и выбрасывает Гомера в мусорный бак. В итоге, Гомер оставаясь трёхмерным заходит в эротическую кондитерскую и на этом заканчивается серия.

## Культурные отсылки
- Название и сюжет первой части пародирует фильм Нападение гигантской женщины.
- Название и сюжет второй части пародирует фильм Кошмар на улице Вязов.
- В третьей истории Гомер упоминает про фильм Трон и эпизод оригинального сериала Сумеречная Зона "Little Girl Lost".
- В начале серии Гомер, слыша по радио слова «Примите меры предосторожности», натягивает на голову презерватив. Здесь пародируется социальная рекламная кампания, направленная на безопасную интимную близость, широко известная в США в начале 1990-х годов — там использовалась такая же ключевая фраза.